# Funk art
La funk art era un movimento artistico sviluppatosi nella Bay Area, nella California del Nord (Stati Uniti d'America), durante gli anni 1960.

## Etimologia
La funk art prende il nome dall'omonimo termine musicale, che indica un soggetto appassionato, sensuale ed eccentrico. Il termine "funk" indica anche la puzza emessa dal corpo in stato di eccitazione sessuale. Il nome del movimento, pertanto, riconduce alla natura semplice e non artefatta di tutto ciò che è "funk".

## Storia
La funk art si sviluppò durante gli anni sessanta del Novecento in diverse aree della California settentrionale, fra cui Berkeley, la contea di Marin, Big Sur, Davis e San Francisco. Molti artisti funk erano inizialmente esponenti del movimento figurativo della Bay Area, nato negli anni 1950 da alcuni artisti bohémien e underground americani. Durante gli anni 1960, la Bay Area, e specialmente la città di San Francisco, divennero centri nevralgici della cultura beatnik, che predicava una visione spirituale e a favore della libertà di espressione, e dell'attivismo politico giovanile, scaturito dall'esplosione della guerra del Vietnam. Nel frattempo, nella città californiana nacquero anche innumerevoli centri dedicati all'arte, alla poesia e al jazz. Da questi stimoli emerse la funk art, un movimento che univa in maniera inedita pittura e scultura traendo i suoi stimoli tanto da Robert Rauschenberg quanto dalla cultura di massa.
Nel 1967, Peter Selz, primo direttore dell'University of Art Museum di Berkeley, tenne una rassegna dedicata all'arte funk nella cittadina californiana che consacrò il movimento. La mostra metteva in luce l'insolita mentalità dei californiani e presentava opere di Peter Voulkos, Mowry Baden e Bruce Conner.
Oltre ai sopracitati, gli artisti funk di spicco includevano Jess Collins, considerato uno dei primi e più importanti artisti del movimento, Wally Hedrick, Jay DeFeo, Viola Frey, Wallace Berman, Maija Peeples-Bright e Robert Arneson.

## Caratteristiche
La funk art nacque in risposta alla non oggettività del minimalismo e dell'espressionismo astratto di Jackson Pollock e Mark Rothko, e segnò un ritorno della pittura e della scultura californiane alla figurazione. Sebbene seguissero uno stile personale e rifiutassero l'idea di appartenere a un movimento o a un collettivo artistico, gli artisti funk presentavano diversi elementi in comune. Ad esempio, essi volevano riflettere il loro bisogno di libertà creativa e la loro personalità tramite opere dalla componente assurdista, il che suggerisce che tale movimento abbia più legami con la natura piuttosto che con la cultura. La funk art è anche intrisa di senso dell'umorismo ed è intenzionalmente volgare, anti-accademica, sensuale e talvolta sgradevole. Sebbene le opere funk possano risultare divertenti, non mancano esemplari dalle sfumature cupe. Diverse esemplari di funk art sono veri e propri assemblage, come quello di Bruce Conner, Jess e Wally Hedrick, oppure sculture in ceramica, come confermano i manufatti di Robert Arneson.
Le creazioni funk art seguono un indirizzo diametralmente opposto agli ermetici "feticci" della California meridionale e di New York, e, a differenza di ciò che accadeva nel dada e nel surrealismo, non trasmettono un messaggio morale, politico, sociale o esistenziale.